# Felipe Fernández-Armesto
Felipe Fernández-Armesto est un historien, écrivain et professeur britannique né le 6 décembre 1950 à Londres.

## Principales œuvres

### En tant qu'auteur
- 1975 : Ferdinand and Isabella
- 1982 : The Canary Islands after the Conquest
- 1987 : Before Columbus: Exploration and Colonization from the Mediterranean to the Atlantic 1229-1492
- 1990 : The Spanish Armada
- 1991 : Columbus
- 1991 : Barcelona
- 1995 : Millennium: A History of Our Last Thousant Years
- 1996 : Reformation: Christianity & the World 1500 - 2000, coécrit avec Derek Wilson
- 1997 : Truth: A History and a Guide for the Perplexed
- 2000 : Civilizations
- 2001 : Food: A History
- 2003 : The Americas: A Hemispheric History,  (ISBN 0-375-50476-1)
- 2003 : Ideas That Changed the World
- 2004 : Humankind: A Brief History
- 2006 : Pathfinders: A Global History of Exploration,  (ISBN 0-19-929590-5)
- 2007 : The World: A Brief History
- 2007 : Amerigo: The Man Who Gave His Name to America
- 2009 : 1492. The Year the World Began
- 2014 : Our America: A Hispanic History of the United States
- 2015 : A Foot in the River: Why Our Lives Change - and the Limits of Evolution
- 2019 : The Oxford Illustrated History of the World
- 2019 : Out of Our Minds: What We Think and How We Came to Think It

### En tant qu'éditeur
- 1997-2002 : A History of England
- 1994 : The Times Guide to the Peoples of Europe